# محمد خيري (مغني)
محمد خيري (1935-1981) هو مطرب سوري، كان لهُ دور في إحياء الموشحات والقدود الحلبية، ويُعتبر من أشهر أعلام الموسيقى في مدينة حلب. كان مُحمد خيري أيضًا مؤذنًا في جوامع الأحياء القديمة في حلب؛ وذلك لحسن صوته وأدائه. أطلقَ عليه البعض لقب ملك الموشحات.

## حياته
وُلد محمد خيري في حلب عام 1935، وعاشَ في وسط أسرة فقيرة في حيٍ شعبي يُسمى حي قرلق. كان أولُ تعلمه على يدِ والده، حيثُ علمهُ القرآن حفظًا وتجويدًا، ثم انتسبُ بعد ذلك إلى إحدى حلقاتِ الذكر، فتعلم منها أصول الإنشاد، حيثُ حفظ الكثير من الأناشيد والقصائد الدينية. أما على الصعيد الموسيقي، فقد تعلم على يدِ بكري الكردي، فتعلمَ منهُ أصولَ الغناء الطربي والتوشيح والقصائد والقدود، وتعلمَ أيضًا على يد أحمد الفقش الذي علمهُ علم الموسيقى.
بدأ محمد خيري مسيرتهُ بالغناء في الأفراح في حلب، وبعد ذلك أصبحَ يُغني في المسارح الحلبية، حيثُ قدمَ القدود الحلبية والموشحات، وفي عام 1949 انضمَ محمد إلى إذاعة حلب جنبًا إلى جنب مع صباح فخري وصبري مدلل وغيرهم، حيثُ خصصت لهُ فقرات يقدم خلالها الغناء التراثي، كما سجلَ بصوته لإذاعتي دمشق وحلب العديد من الموشحات والقصائد القديمة. ومن الموشحات التي غناها مُحمد خيري: فاتر الأجفان، خلا العذار، زارني تحت الغياهب. ومن الأدوار التي غناها: يا قلبي ليه، قالوالي بتعشق.
في عام 1960 ومع بدءِ الإرسال التلفزيوني في دمشق، انتقل محمد خيري إلى دمشق، فقدم فقراتٍ غنائية عبر الإرسال التلفزيوني، كما شاركَ في عددٍ من البرامج الموسيقية، مثل برنامج «مع الموسيقا العربية».
زارَ محمد خيري العديد من الدُول العربية، وأحيا فيها الكثيرَ من الحفلات، كما سافرَ إلى أمريكا اللاتينية، وفي أواخرِ حياته استقرَ في بيروت، حيثُ دعاهُ فريد الأطرش للغناء في مكانٍ يمتلكه.

## انتقادات
انتُقِدَ محمد خيري كونَ حياته كانت فوضاوية، حيثُ كان يغني بشكلٍ مزاجي تمامًا، وكان مُسرفًا في حياته، مما انعكسَ سلبًا على صحته وصوته، فبدأ صوتهُ بالوهن والتراجع.

## وفاته
سَقط محمد خيري بينما كانَ يقفُ على أحد مسارح بيروت في شهرِ مايو 1981، وفي 23 مايو 1981 تُوفي محمد خيري بعد رحلة شاقة مع المرض، وكان عمرهُ حوالي 46 عامًا.